# Nazionale maschile under 18 di pallacanestro dell'Algeria
La nazionale di pallacanestro algerina Under-18 è una selezione giovanile della nazionale algerina di pallacanestro, ed è rappresentata dai migliori giocatori di nazionalità algerina di età non superiore ai 18 anni.
Partecipa a tutte le manifestazioni internazionali giovanili di pallacanestro per nazioni gestite dalla FIBA.

## Partecipazioni

### FIBA AfroBasket Under-18
- 2002 - 4°
- 2004 - 7°
- 2008 - 7°
- 2010 - 8°
- 2016 - 7°

- 2018 - 11°
- 2022 - 7°